# 俏皮小百寶
俏皮小百寶是大島矢須一的漫画。另外，也有以原作為基礎的電視動畫。

1985年3月20日『週刊少年Magazine』（講談社）連載。